# Ardaïta
L'ardaïta és un mineral de plom, antimoni, sofre i clor, químicament és un sulfur de fórmula química Pb19Sb13S35Cl₇, de color verd grisós a blavós i una densitat de 6,44 g/cm³, cristal·litza en el sistema monoclínic. El seu nom fa referència al riu Arda, Bulgària, on hi ha el dipòsit Madjarovo en el qual fou descoberta l'ardaïta. Fou descrita per V.V. Breskovska, N.N. Mozgova, N.S. Bortnikov, A.I. Gorshkov i A.I. Tsepin el 1982.